# Tikwa Chadascha
Die Neue Hoffnung (hebräisch תקווה חדשה „Tikwa Chadascha“) ist eine konservative Partei in Israel.

## Geschichte
Die Partei wurde am 8. Dezember 2020 von Gideon Sa’ar, der zuvor dem Likud angehört hatte und im Dezember 2019 Benjamin Netanjahu bei der Wahl zum Parteivorsitzenden unterlegen war, gegründet. Zur Gründung veranlasst haben ihn unüberbrückbare Differenzen mit Netanjahu, als dessen innerparteilicher Rivale Sa’ar bereits länger gegolten hat. Sa’ar trat nach der Gründung seiner eigenen Partei als Mitglied der Knesset zurück.
Am 9. Dezember 2020 kündigten die beiden Abgeordneten der Knesset-Fraktion Derech Eretz an, der Neuen Hoffnung beitreten zu wollen. Außerdem schlossen sich die bisherigen Likud Abgeordneten Yifat Sasha-Biton, Michal Shir, Sharren Haskel und Ze’ev Elkin der Partei an.
Zur Parlamentswahl in Israel 2022 bildete Tikwa Chadascha ein gemeinsames Wahlbündnis mit Benny Gantz’ Partei Kachol Lavan (HaMahane HaMamlachti).
Nach dem Terrorangriff der Hamas auf Israel schloss sich das Bündnis HaMahane HaMamlachti im Oktober 2023 der israelischen Regierung (Kabinett Netanjahu VI) sowie dem Israelischen Kriegskabinett an. Am 12. März 2024 kündigte Sa'ar an, seine Partei werde die gemeinsame Fraktion verlassen und das Bündnis HaMahane HaMamlachti sich somit aufspalten. Am 25. März verließ Tikwa Chadascha die Regierung, nachdem Sa'ars Forderung nach einem Sitz im Kriegskabinett nicht umgesetzt wurde. Ende September 2024 trat die Partei erneut der Regierung bei, Sa'ar wurde Außenminister Israels.
Im März 2025 schlossen die Parteien Tikwa Chadascha und Likud ein Abkommen über eine Fusion und ein gemeinsames Antreten bei der nächsten Parlamentswahl.
Am 18. Juli 2024 stimmten sämtliche anwesenden Knesset-Abgeordneten – bis auf jene der arabischen Parteien – für eine Resolution von Tikwa Chadascha gegen eine Zweistaatenlösung. Die Abgeordneten der Arbeitspartei waren während der Abstimmung abwesend. In der Resolution heißt es: „Ein palästinensischer Staat würde eine existenzielle Bedrohung für den Staat Israel und seine Bürger darstellen.“